# Tabanus selvaticus
Tabanus selvaticus är en tvåvingeart som beskrevs av Burger, Bermudez och Bermudez 1987. Tabanus selvaticus ingår i släktet Tabanus och familjen bromsar.
Artens utbredningsområde är Hidalgo (Mexiko). Inga underarter finns listade i Catalogue of Life.